# Takifugu reticularis
Takifugu reticularis är en fiskart som först beskrevs av Tian, Cheng och Wang 1975.  Takifugu reticularis ingår i släktet Takifugu och familjen blåsfiskar. Inga underarter finns listade i Catalogue of Life.